# كمال أبو وعر
كمال نجيب أمين أبو وعر (25 يوليو 1974 في مدينة الكويت – 10 نوفمبر 2020 في المركز الطبي شامير) ثوري وعسكري فلسطيني وأحد أفراد القوة 17. اعتقله الاحتلال الإسرائيلي في عام 2003 وحكم عليه بالسجن 50 سنة و6 مؤبدات بسبب مشاركته في صد الاجتياحات الإسرائيلية خلال الانتفاضة الفلسطينية الثانية.

## حالته الصحية
عانى أبو وعر سابقًا من مشاكل في الدم، وفي عام 2019، اكتشفت إصابته بمرض السرطان في الحلق والأوتار الصوتية. لاحقًا في 27 مايو 2020، قال نادي الأسير الفلسطيني إن الأسير أبو وعر فقد القدرة على الكلام نتيجة إصابته بسرطان في الحنجرة. وفي 12 يوليو 2020، أعلنت هيئة شؤون الأسرى والمُحررين إصابة أبو وعر بمرض فيروس كورونا 2019، بعدما نُقل من سجن جلبوع الذي يقضي حُكمه فيه إلى مستشفى العفولة ثم مستشفى سجن الرملة ولاحقًا المركز الطبي شامير الذي أكد إصابته، كما وُضع له أنبوب تنفس.
في 26 أكتوبر 2020، أعلن نادي الأسير الفلسطيني عن إصابة أبو وعر بورم جديد في الحنجرة أفقده القدرة على الكلام وتناول الطعام، حيث يتغذى بواسطة أنبوب زُرع في المعدة. قالت هيئة شؤون الأسرى والمحررين أن الأسير يُعاني منذ سنوات من إهمال طبي مُتعمد من مصلحة السجون الإسرائيلية.

## وفاته
أعلنت هيئة شؤون الأسرى والمحررين استشهاد أبو وعر في سجون الاحتلال الإسرائيلي أثناء علاجه في المركز الطبي شامير في تل أبيب، وقال رئيسها قدري أبو بكر: «إنَّ إسرائيل تركت أبو وعر فريسة لمرض السرطان نتيجة لسياسة الإهمال الطبي المتعمد، وأنها جريمة طبية ارتكبت مع سبق الإصرار».
منذ الاحتلال الإسرائيلي للأراضي الفلسطينية المتبقية عام 1967، توفي داخل سجونه 226 فلسطينيًا. ما زالت إسرائيل تحتجز جثمان أبو وعر، وترفض تسليمه تطبيقًا لقرار صادق عليه الكنيست الإسرائيلي بالشكل النهائي في 7 مارس 2018 بحجز جثامين الأسرى الفلسطينيين الذين يتوفون داخل السجون والمعتقلات الإسرائيلية.